# Komeet van Biela
De Komeet van Biela of 3D/Biela was een komeet die het eerste werd opgemerkt in 1772. Pas in 1826 werd de baan berekend door Wilhelm Von Biela. De omloopstijd was ruim zes jaar. De komeet brak in twee stukken rond 1846. Ze werd niet meer gezien sinds 1852 maar bepaalde latere meteorenzwermen en vallende sterren werden hierdoor veroorzaakt.

## Ontdekking
Charles Messier was de eerste die in 1772 de komeet opgemerkt had en er verslag van uitbracht. Ook in 1805 werd er door Jean-Louis Pons melding van gemaakt. Men kende de baan echter nog niet en men wist toen niet dat beide hetzelfde object waren. Pas op 27 februari 1826, toen de komeet zijn perihelium naderde, kon Wilhelm Von Biela de baan berekenen. Hij berekende dat de komeet om de 6,6 jaar terug zou komen. Dit was de derde komeet waarvan men wist dat deze periodiek terug zou komen, na de komeet van Halley en de komeet van Encke.

## Splitsen
In 1846 merkte men dat de komeet in twee stukken gebroken was. Bij de volgende waarneming van 1852 was de afstand tussen beide delen reeds 2,4 miljoen km.
Geen van de beide stukken kon in de verwachte jaren 1859, 1865, en 1872 teruggevonden worden.
Op 27 november 1872 passeerde de aarde echter door een meteorietenzwerm met rond de 3000 vallende sterren per uur. Deze zwerm was op de plaats waar men de komeet 2 maanden daarvoor verwachtte. De zwerm wordt Andromediden genoemd. Gedurende de volgende periode werd de zwerm nog gezien, maar langzaam verlaagde het aantal vallende sterren per uur.
De komeet 207P/NEAT heeft een gelijkaardige baan en zou een eerder afgebroken stuk kunnen zijn.

## Meteorietenzwerm
Men vermoedt dat de zwermen van de komeet Biela de oorzaak van verschillende "rampen" is.
Een hypothese legt een verband tussen de Grote brand van Chicago, de Peshtigo-brand en de zwerm van de komeet, omdat er meerdere branden waren in de VS en er in bepaalde gevallen sprake was van gloeiende vallende stenen.
Op 27 november 1885 viel er in Noord Mexico de Mazapil meteoriet op hetzelfde ogenblik dat de Andromediden een grote uitbarsting van vallende sterren had (15000 per uur). Men vermoedde dat deze meteoriet een deel van de komeet van Biela was. Omdat de meteoriet ijzer bevatte en men denkt dat dit niet in kometen voorkomt wordt dit idee niet meer gevolgd.

## Ether (medium)
Omdat de komeet van Biela en de Komeet van Encke hun omlooptijd verkortten, dacht men dat dit kwam door de wrijving die ze ondervonden van een stof waarmee de ruimte gevuld was, ether genaamd in die tijd.